# 呉允誠
呉 允誠（ご いんせい、至正17年（1357年）- 永楽15年4月23日（1417年5月9日））は、明代の軍人。もとの名は把都帖木児（巴図特穆爾）。モンゴルの出身。

## 生涯
甘粛塞外の塔溝地に居住し、北元の平章の官まで昇進した。永楽3年（1405年）、明の平羌将軍宋晟の招降を受け、仲間の倫都児灰率いる妻子や部落5000人や馬やラクダ16000頭とともに明に帰順した。モンゴル人に同名の多いことから、永楽帝から呉允誠の姓名を賜り、右軍都督僉事に任じられた。倫都児灰は柴秉誠の姓名を賜り、後軍都督僉事に任じられた。允誠は部下を率いて涼州で農耕牧畜の生活を営んだ。
永楽7年（1409年）、允誠はエチナに赴いて敵を偵察し、哈剌ら二十数人を捕らえて、都督同知に進んだ。永楽8年（1410年）、永楽帝の漠北遠征に従軍して、オルジェイ・テムルを破り、右都督に進んだ。ほどなく左都督に進んだ。中官の王安とともに闊脱赤を把力河まで追撃して捕らえた。允誠は子の答蘭と克勤を従軍させ、妻と子の管者を涼州に残していた。番人虎保らが允誠の部衆を誘い脅して、離反しようとしていた。允誠の妻と管者は一計を案じて、部将の都指揮の保住や卜顔不花らを召し出して虎保の仲間を捕らえ、処断した。永楽帝は喜び、勅を下して妻子を顕彰し、褒美として絹布・宝鈔・羊・米を賜り、管者を指揮僉事に任じた。保住には楊効誠の姓名を賜り、指揮僉事に任じた。ときに北元の可汗オルク・テムルが弑逆されて、その麾下の多くが壊滅していた。答蘭と柴秉誠の子の別立哥が志願して塞外に出征し、功績を挙げた。永楽10年（1412年）正月、允誠は恭順伯に封じられ、世券を与えられた。
永楽12年（1414年）、永楽帝がオイラトのマフムードを討つと、允誠父子はみな従軍した。凱旋すると、そのまま涼州に居住して守備するよう命じられた。永楽15年4月己卯（1417年5月9日）、允誠は死去した。享年は61。邠国公の位を追贈された。諡は忠壮といった。

## 子女
- 呉克忠（後嗣、もとの名は答蘭）
- 呉管者（都指揮同知、広義伯）
- 呉克勤（贈遵化伯、諡は僖敏）
- 呉恵妃